# Ellisina profunda
Ellisina profunda är en mossdjursart som beskrevs av Moyano 1991. Ellisina profunda ingår i släktet Ellisina och familjen Calloporidae. Inga underarter finns listade i Catalogue of Life.